# EMEA (economia)

EMEA: Europa, Medio Oriente e Africa.

EMEA è l'acronimo dell'inglese Europe, Middle East, and Africa (Europa, Medio Oriente e Africa) ed è una designazione geografica usata soprattutto in campo economico-industriale. Esistono anche le varianti SEMEA (South Europe, Middle East, and Africa), che esclude i paesi dell'Europa settentrionale, e MEMEA (Mainland Europe, Middle East, and Africa) che esclude le Isole britanniche.
Molte aziende multinazionali dividono il mercato in macro-aree: oltre ad EMEA/SEMEA/MEMEA esistono LATAM (Latin America) per l'America Latina e APAC (Asia Pacific) per il sud-est asiatico. 
Una nuova macro-area è definita dall'acronimo IMEA ed indica India, Middle East, and Africa.
Le multinazionali generalmente hanno un'unica sede rappresentativa o commerciale per ciascuna di queste macro-aree geografiche.